# Taningia danae
Espèce
Statut de conservation UICN

 LC  : Préoccupation mineure
Taningia danae est une espèce de céphalopode du genre Taningia et de la famille Octopoteuthidae. C'est une des plus grandes espèces de calmar, son manteau peut atteindre 1,7 mètre et la taille totale de son corps, 2,3 mètres.

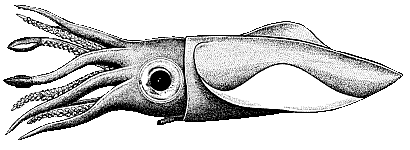
Dessin d'une Taningia danae.
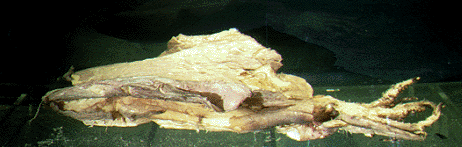
Spécimen attrapé sur la côte du Massachusetts, premier dans le nord-ouest de l'Atlantique.
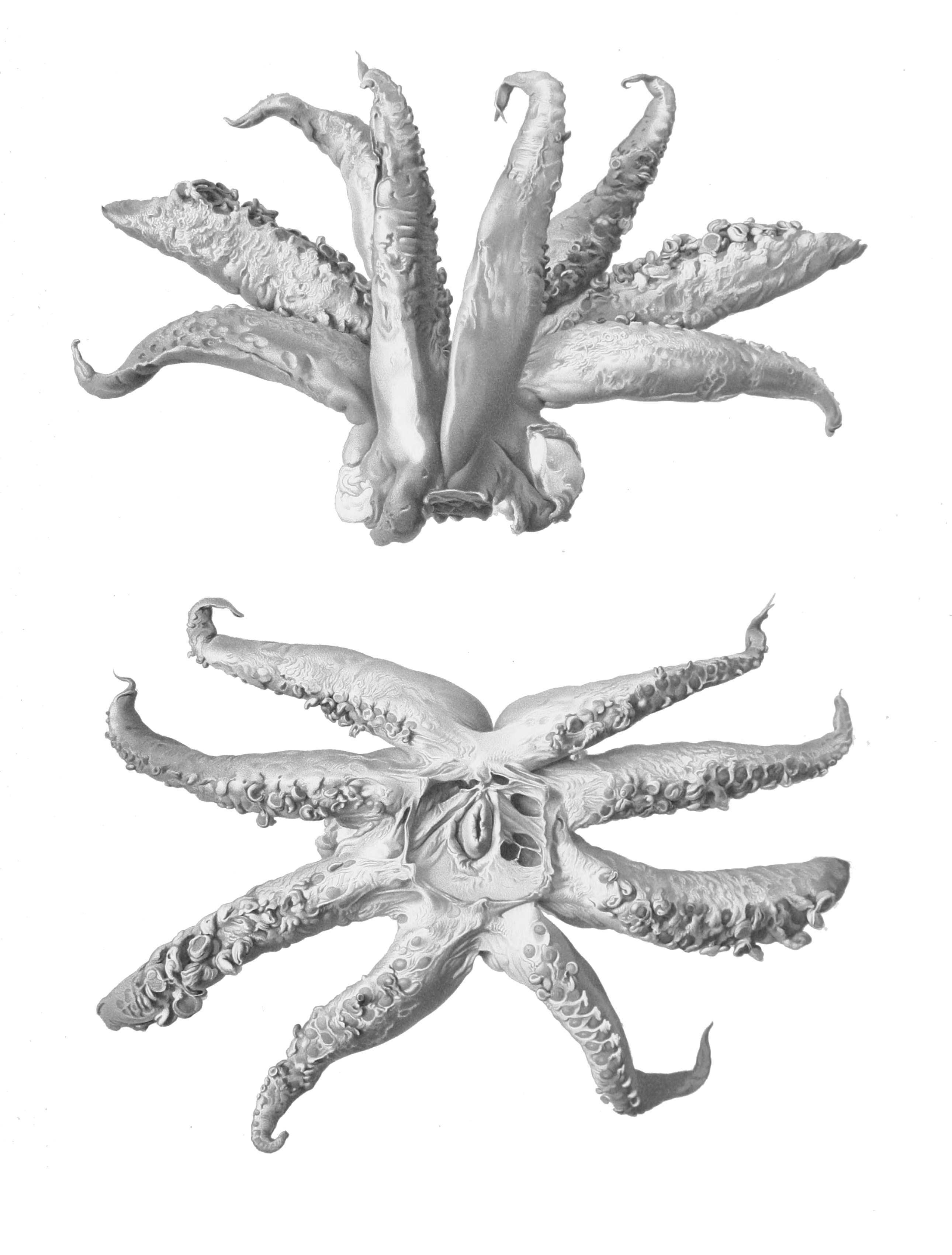
Tentacules.

### Biographie
- (ru) K. N. Nesis, Abridged key to the cephalopod mollusks of the world's ocean, Moscou, Light and Food Industry Publishing House, 1982, 385+ii [traduit en anglais par B. S. Levitov sous le titre Cephalopods of the world, L. A. Burgess, 1987, T.F.H. Publications, Neptune, 351 p.].
- (en) T. Kubodera, Y. Koyama et K. Mori, « Observations of wild hunting behaviour and bioluminescence of a large deep-sea, eight-armed squid, Taningia danae », Proceedings of the Royal Society B: Biological Sciences, vol. 274, no 1613,‎ 2006, p. 1029-1034 (DOI 10.1098/rspb.2006.0236, lire en ligne).